# 大圖里亞
49°7′31″N 24°3′56″E / 49.12528°N 24.06556°E
大圖里亞（烏克蘭語：Велика Тур'я），是烏克蘭西部的村莊，隸屬伊萬諾-弗蘭科夫斯克州的卡盧什區。該村始建於1578年，面積65.5平方公里，2001年人口2,451，人口密度每平方公里37.4人。